# Rumanos de Hungría
Los rumanos en Hungría (en rumano: Românii din Ungaria, en húngaro: Magyarországi románok) constituyen una pequeña minoría en el país. Según el censo húngaro más reciente de 2011 (basado en la autodeterminación), la población de rumanos era de 35.641 o el 0,3%, un aumento significativo de 8.482 o el 0,1% de 2001. La comunidad se concentra en ciudades y pueblos cercanos a la frontera rumana, como Battonya, Elek, Kétegyháza, Pusztaottlaka y Méhkerék, y en la ciudad de Gyula. Los rumanos también viven en la capital húngara, Budapest. 

## Historia

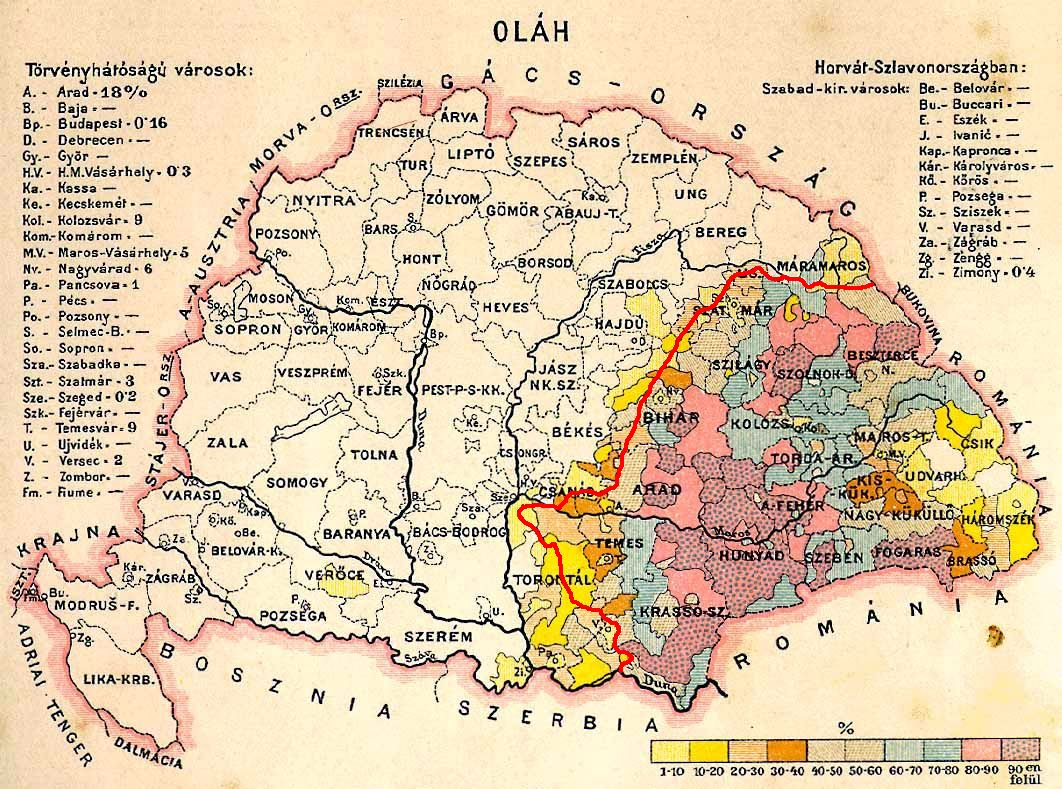
Rumanos en el Reino de Hungría y nueva frontera de Rumanía por el tratado de Trianón (1920).

Históricamente, una parte significativa de las tierras rumanas modernas pertenecieron a estados húngaros. Los documentos existentes más antiguos de Transilvania también hacen referencia a válacos. Independientemente del tema de la presencia o no presencia rumana en Transilvania antes de la conquista húngara, las primeras fuentes escritas sobre los asentamientos rumanos se remontan al siglo XIII. Se escribió un registro sobre la aldea de Olahteluk en el condado de Bihar desde 1283. La 'tierra de los rumanos', Terram Blacorum (1222, 1280) apareció en Făgăraș y esta área fue mencionada con un nombre diferente (Olachi) en 1285. La primera aparición de la designación para los rumanos 'Oláh' en Hungría se deriva de una carta (1258). Eran una población significativa en Transilvania, Banat, Máramaros (Maramureș) y Partium. Hay una franja en la Hungría moderna, cerca de la frontera rumana con pueblos y ciudades habitadas por rumanos. Muchos rumanos huyeron de Serbia y Croacia a Hungría en la época medieval. La ciudad de Tököl cerca de Budapest es conocida por la población rumana/válaca como "Bunjevici".
En 1881, los asentamientos de mayoría rumana en el territorio actual de Hungría eran: Bedő, Csengerújfalu, Kétegyháza, Körösszakál, Magyarcsanád, Méhkerék, Mezőpeterd, Pusztaottlaka y Vekerd. Comunidades importantes vivían en Battonya, Elek, Körösszegapáti, Létavértes, Nyíradony, Pocsaj, Sarkadkeresztúr y Zsáka. Después del tratado de Trianón, Hungría se ha vuelto casi homogénea étnicamente, con solo el 10,4% de minorías, de las cuales el 6,9% eran alemanes, y los rumanos constituían aproximadamente el 0,3%.
El número de rumanos en Hungría aumentó brevemente con el inicio de la Segunda Guerra Mundial cuando Hungría anexó partes de Checoslovaquia, Rumania y Yugoslavia. Estas anexiones fueron confirmadas bajo el Acuerdo de Munich (1938) y los dos Arbitrajes de Viena (1938 y 1940). En particular, la población del norte de Transilvania, según el censo húngaro de 1941, contaba con un 53,5% de húngaros y un 39,1% de rumanos.
Después de la Segunda Guerra Mundial, la homogeneidad étnica de Hungría llegó a ser incluso mayor que durante el interbellum, alcanzando más del 99% en 1980.

## Demografía
Número de rumanos según el censo austrohúngaro de 1881. Se muestra el nombre en rumano de la localidad.
| Localidad        | Número de habitantes rumanos | Número total de habitantes | % de habitantes rumanos |
| ---------------- | ---------------------------- | -------------------------- | ----------------------- |
| Aletea           | 1305                         | 5607                       | 23.27                   |
| Apateu           | 478                          | 1517                       | 31.51                   |
| Bătania          | 1288                         | 9195                       | 14.01                   |
| Bedeu            | 478                          | 537                        | 89.01                   |
| Bichiș           | 90                           | 22988                      | 0.39                    |
| Bichișciaba      | 152                          | 32616                      | 0.47                    |
| Cenadul Unguresc | 1509                         | 2777                       | 54.34                   |
| Chitighaz        | 2101                         | 3324                       | 63.21                   |
| Ciorvaș          | 32                           | 3148                       | 1.02                    |
| Crâstor          | 392                          | 1350                       | 29.04                   |
| Darvaș           | 226                          | 1133                       | 20.00                   |
| Jula             | 2608                         | 18046                      | 14.45                   |
| Jaca             | 533                          | 2690                       | 19.81                   |
| Leta Mare        | 1678                         | 5386                       | 31.15                   |
| Micherechi       | 1136                         | 1394                       | 81.49                   |
| Nir Adon         | 1158                         | 2986                       | 38.78                   |
| Otlaca-Pustă     | 2401                         | 3013                       | 79.69                   |
| Peterd           | 404                          | 687                        | 58.80                   |
| Pocei            | 1085                         | 2582                       | 42.02                   |
| Săcal            | 433                          | 666                        | 65.02                   |
| Seghedin         | 67                           | 73675                      | 0.09                    |
| Uifalău          | 305                          | 616                        | 49.51                   |
| Vekerd           | 361                          | 393                        | 91.86                   |

Según el último censo de 2011, el número de rumanos aumentó sustancialmente (3 veces) en comparación con 2001, cuando solo se habían declarado ocho mil personas de etnia rumana. 
Viven en Hungría:
- Ciudadanos con lengua materna rumana: 13.886 personas.
- Ciudadanos de nacionalidad rumana: 26.345 personas.
- Ciudadanos de religión ortodoxa rumana: 13.710 personas.

La tabla muestra la evolución de la población rumana en Hungría, por localidades, según los datos oficiales de los últimos censos.

## Prensa y televisión
En Gyula se publica Foaia românească, semanario en rumano. Hay programas cortos en rumano en la televisión húngara (aproximadamente media hora a la semana).

## Autogobierno de los rumanos en Hungría
Según la ley de Hungría, cada minoría, incluidos los rumanos, elige un organismo representativo para representar sus intereses. El organismo que representa los intereses de la minoría rumana se llama Autoguvernarea pe Țară a Românilor din Ungaria ("Gobierno autónomo del País de los Rumanos en Hungría", abreviado AȚRU). Esa organización recibe subvenciones del presupuesto estatal húngaro.
La reunión para la creación de AȚRU tuvo lugar el 22 de marzo de 2007.

## Personalidades
Las personalidades más famosas que surgieron de la minoría rumana en Hungría son George Pomutz, revolucionario del Cuarenta y Ocho, general del ejército estadounidense, participante en la Guerra Civil, cónsul de los Estados Unidos en San Petersburgo, Imperio ruso; y Ioan Irimie (Janos Irinyi), de Leta Mare (Létavértes), inventor del fósforo sin exposición (el que se usa hoy en día), al combinar fósforo con dióxido de plomo en lugar de clorato de potasio como se hacía anteriormente. Ioan Irimie es el hermano de Victoria Vulcan, la madre del gran erudito Iosif Vulcan.